# Вороновський Микола Анатолійович
Микола Анатолійович Вороновський (нар. 25 листопада 1914, місто Курськ, тепер Курської області, Російська Федерація — 28 листопада 1973, місто Чебоксари, Чуваська Автономна Радянська Соціалістична Республіка) — радянський партійний діяч, 1-й секретар Чуваського обкому КПРС (1968—1973). Кандидат у члени ЦК КПРС (9 квітня 1971 — 28 листопада 1973 року). Депутат Верховної Ради Російської РФСР 5—7-го скликань. Депутат Верховної Ради СРСР 8-го скликання.

## Біографія
З 1931 року працював робітником-молотобійцем. У 1932 році вступив до комсомолу.
У 1935 році закінчив Курський технікум паровозного господарства.
У 1935—1937 роках — технік контори реммаштресту і паровозного депо міста Курська.
З 1937 по 1945 рік — на комсомольській роботі в Курській та Воронезькій областях.
Член ВКП(б) з 1939 року.
У 1942—1943 роках — 1-й секретар Воронезького обласного комітету ВЛКСМ.
З 1945 року — на партійній роботі у Воронезькій області.
У 1948 році закінчив Вищу партійну школу при ЦК ВКП(б).
У 1948—1954 роках — завідувач відділу машинобудування Воронезького обласного комітету ВКП(б); завідувач відділу партійних, профспілкових і комсомольських органів Воронезького обласного комітету КПРС.
У 1954—1957 роках — секретар Липецького обласного комітету КПРС.
У 1957—1961 роках — 2-й секретар Дагестанського обласного комітету КПРС.
У 1961—1962 роках — в апараті ЦК КПРС. У 1962—1964 роках — завідувач відділу партійних органів ЦК КПРС по промисловості РРФСР. У 1964—1966 роках — заступник завідувача відділу партійних органів — організаційно-партійної роботи ЦК КПРС по РРФСР. У 1965—1966 роках — виконувач обов'язків завідувача відділу організаційно-партійної роботи ЦК КПРС по РРФСР. У травні 1966 — січні 1968 року — на відповідальній роботі в апараті ЦК КПРС (за деякими даними, перший заступник завідувача відділу організаційно-партійної роботи ЦК КПРС).
4 січня 1968 — 28 листопада 1973 року — 1-й секретар Чуваського обласного комітету КПРС.
Похований на меморіальному цвинтарі в місті Чебоксари.

## Нагороди
- орден Леніна
- орден Трудового Червоного Прапора
- медалі